# Jonathan Goldsmith
Jonathan Goldsmith, detto Jon (...), è un musicista e compositore canadese.

## Filmografia parziale

### Cinema
- Due cuori e una cucina (Rare Birds), regia di Sturla Gunnarsson (2001)
- Global Heresy, regia di Sidney J. Furie (2002)
- Away from Her - Lontano da lei (Away from Her), regia di Sarah Polley (2006)
- Il gioco dei soldi (Casino Jack), regia di George Hickenlooper (2010)
- Take This Waltz, regia di Sarah Polley (2011)
- A Dark Truth - Un'oscura verità (A Dark Truth), regia di Damian Lee (2012)
- Compulsion, regia di Egidio Coccimiglio (2013)
- Ice Soldiers, regia di Sturla Gunnarsson (2013)
- A Fighting Man, regia di Damian Lee (2014)
- Il fuoco della giustizia (Forsaken), regia di Jon Cassar (2015)
- The Middle Man, regia di Bent Hamer (2021)

### Televisione
- Ai confini della realtà (The Twilight Zone) - serie TV, 2 episodi (1989)
- Sex Traffic - miniserie TV, 2 puntate (2004)
- Titanic - miniserie TV, 4 puntate (2012)

## Premi
- BAFTA Awards - vinto nel 2005 per Sex Traffic.[2]
- Canadian Screen Awards - vinto nel 2013 per Titanic.[3]